# Meredith Grey
Meredith Grey è la protagonista della serie televisiva Grey's Anatomy, interpretata da Ellen Pompeo.
La serie prende il nome proprio dal suo cognome, giocando sul titolo del testo di anatomia Henry Gray's Anatomy of the Human Body, comunemente conosciuto come Gray's Anatomy, in Italia noto tra gli studenti di medicina come "Anatomia del Gray".

## Descrizione
Dottoressa dotata di grande talento, nata nel 1978 a Seattle, amante della tequila, laureatasi al Dartmouth College e tirocinante in chirurgia al Seattle Grace Hospital, Meredith Grey narra le vicende del telefilm tramite la voce fuori campo all'inizio e alla fine della maggior parte degli episodi.
È la figlia di Thatcher Grey (Jeff Perry) e Ellis Grey (Kate Burton), quest'ultima colpita da un precoce malattia di Alzheimer. Ellis ha avuto una relazione con Richard Webber (James Pickens Jr.), il primario di chirurgia del Seattle Grace Hospital.
Meredith incontra Derek Shepherd (Patrick Dempsey) la sera prima di iniziare la sua carriera come tirocinante al Seattle Grace Hospital, senza sapere che il Dr. Shepherd è un chirurgo nello stesso ospedale. Si innamorerà di lui per poi scoprire - alla fine della prima stagione - che è sposato con Addison Montgomery (Kate Walsh), che si unirà - a partire dalla seconda stagione - al resto dello staff del Seattle Grace.
Inizialmente, abita al 613 di Harper Lane nel quartiere Queen Anne Hill di Seattle assieme a Isobel "Izzie" Stevens (Katherine Heigl) e George O'Malley (T.R. Knight), nella stessa casa dove sua madre e sua nonna sono nate. Poi, dopo il matrimonio con Derek, si trasferisce in una nuova casa. Di seguito decidono di adottare una bambina, Zola, dato che l'utero di Meredith non poteva crescere un feto. Si scopre poi che Meredith può avere figli e ne hanno due,di nome Bailey  in onore della persona che lo ha fatto nascere, la dottoressa Miranda Bailey, ed Ellis in onore di sua madre
Dopo la morte del marito, vende la casa dove ha cresciuto i suoi 3 bambini e torna a vivere nella sua casa d'infanzia insieme a Margaret Pierce, (Kelly McCreary) e Amelia Shepherd (Caterina Scorsone), alle quali si aggiungerà in seguito anche Alex Karev (Justin Chambers).

## Infanzia e giovinezza
Meredith è la figlia di Thatcher Grey ed Ellis Grey. È nata nel 1978, a Seattle, Washington. La sua non è stata un'infanzia facile, per via del burrascoso rapporto tra i genitori e specialmente per la freddezza che la madre ha sempre dimostrato nei suoi confronti. Thatcher è un uomo debole, non particolarmente brillante, e incapace di far valere la propria opinione. Ellis, al contrario, è una donna forte e tenace, unica specializzanda donna in chirurgia nell'ospedale in cui lavora, il Seattle Grace Hospital. Il matrimonio dei Grey si è incrinato con la nascita di Meredith, non voluta da Ellis, donna in carriera e molto ambiziosa, assolutamente non disposta ad essere madre.
Al lavoro, Ellis inizia una relazione clandestina con il collega Richard Webber, anch'egli emarginato per il suo stato sociale, essendo l'unico specializzando nero. La loro relazione va avanti per due anni, finché Ellis non viene nominata per l'Harper Avery, un prestigioso premio conteso ogni anno tra i chirurghi più ambiziosi. La donna ha infatti ideato una propria tecnica chirurgica, chiamata "il metodo Grey", che le varrà il suo primo premio. Ellis è eccitata e felice di questa svolta tanto attesa nella sua carriera, e propone a Richard di uscire allo scoperto. Lo incita a lasciare sua moglie Adele, mentre lei lascerà Tatcher, cosicché entrambi possano iniziare una vita insieme. Richard, però, è riluttante all'idea, sia perché è segretamente geloso del successo di Ellis, sia perché non se la sente di lasciare la moglie. Ellis decide di lasciare Tatcher, che era già a conoscenza della sua relazione, ma ha fatto finta di niente, perché incapace di confrontarsi con lei. Tatcher lascia la famiglia senza guardarsi indietro. Il giorno seguente Ellis e Richard si incontrano davanti a una giostra al parco. Mentre Meredith è sulla giostra, i due discutono della situazione. Ellis, entusiasta, rivela di aver finalmente lasciato il marito. Richard d'altro canto le confessa di non poter lasciare Adele, e che la loro storia non può più continuare. Nonostante Ellis lo preghi e lo scongiuri, Richard se ne va, lasciando la donna completamente sola. Meredith, che ha da poco compiuto cinque anni, raggiunge la madre piangente e traumatizzata. Tornate a casa, la sera stessa Ellis si taglia i polsi con un coltello da cucina in un disperato tentativo di attirare l'attenzione dell'ex compagno. Meredith assiste alla scena, impotente. La madre le intima di non chiamare l'ambulanza finché non fosse svenuta. Quando la donna cade a terra priva di sensi, Meredith prende la cornetta del telefono e chiama il 911.
I paramedici intervengono in tempo e portano entrambe in ospedale, dove Ellis si risveglia e prova a scacciare via i dottori, intimandogli di lasciarla in pace. Durante la notte, dopo aver condotto degli esami, i medici dicono alla donna che aspetta un bambino. Appresa la notizia, Ellis mette in moto un piano. Dopo essere rimasta in osservazione per alcuni giorni, una volta dimessa, accetta una proposta di lavoro a Boston, Massachusetts. Così una notte, in gran segreto, madre e figlia lasciano la casa per iniziare una nuova vita. Meredith vorrebbe prendere la sua bambola, ma come al solito la madre non la ascolta. Le due si trasferiscono in un piccolo appartamento, in una zona dismessa e poco popolata. Ellis lavora principalmente a casa, uscendo il meno possibile, e cercando di non farsi notare. Perde ogni contatto con Richard e l'ex marito. La gravidanza procede, ed Ellis decide di dare la bambina che porta in grembo in adozione, dato che già fatica a mantenere da sola Meredith. Inoltre, la bambina le ricorderebbe soltanto l'uomo che l'ha rifiutata, e che le ha spezzato il cuore. Meredith non capisce esattamente quello che sta succedendo, dato che la madre non l'ha messa al corrente della gravidanza, o spiegato quello che è successo con suo padre. Dopo nove mesi, Ellis mette al mondo la bambina, e senza neanche volerle dare uno sguardo, la lascia andare. Dopo il parto, inizia a lavorare in un prestigioso ospedale della città, e insieme alla figlia si trasferisce in un'altra casa più bella e spaziosa, in un altro quartiere.
Gli anni passano, e Meredith cresce, diventando un'adolescente. Si è scordata completamente di quell'anno trascorso nell'appartamento, e della gravidanza segreta della madre. Non ha più visto o avuto notizie del padre, ed Ellis non l'ha più nominato da dopo il divorzio. Ha sempre cercato di allietare la madre in ogni modo, e di renderla orgogliosa. Sfortunatamente, quel poco di affetto e calore che le erano rimasti sono scomparsi del tutto dopo il rifiuto di Richard. In ogni caso, Ellis ha sempre fatto quel che poteva per offrire una buona vita alla propria figlia, nonostante tutto quello che le è capitato. Il loro rapporto è sempre stato distaccato, e Meredith non è mai riuscita ad aprirsi con lei. In segreto va a feste e frequenta ragazzi. Questo è l'unico modo che conosce per svagarsi un po' e scappare dallo sguardo angosciante del genitore, sempre pronta a rimbeccarla per qualsiasi cosa. Nonostante non fosse presente durante la sua infanzia, Meredith ha ereditato numerosi tratti dal padre, inclusi il balbettare nervoso, una tendenza al disordine e il russare.
Preso il diploma, Meredith decide di iscriversi alla facoltà di chimica. Lì conosce Sadie, una ragazza simpatica ed esuberante; le ragazze diventano un duo inseparabile, e si danno addirittura i soprannomi di Teschio e Salma. Crescendo, Meredith diventa una fan dell'alcool, e in particolare, è una grande bevitrice di tequila. Inizia ad avere rapporti sessuali con vari ragazzi, cercandoli nei bar, noncurante delle opinioni degli altri al riguardo. A metà del percorso di laurea però, cambia idea, e prende in considerazione di iscriversi anche lei a medicina, proprio come la madre. Insieme a Sadie decidono di prendersi del tempo e viaggiare, andando in giro per l'Europa. Poco prima della partenza comunica alla madre la scelta di intraprendere la carriera di medico, ma lei, già contrariata che abbia lasciato la facoltà di chimica, si infuria appresa la notizia. Non reputa Meredith adatta a fare il chirurgo, ritenendola troppo sconclusionata e inaffidabile, dicendole di non avere la stoffa per quel mestiere. Le due hanno una brutta litigata che finisce con Meredith che esce di casa sbattendo la porta. Pochi giorni dopo la ragazza parte insieme a Sadie, e le due arrivano in Europa, dove si danno alla pazza gioia. Per mesi vivono all'insegna del divertimento, visitando città come Amsterdam, Parigi e Barcellona, e vivendo alla giornata. Sadie decide di restare in Europa mentre Meredith torna in patria e si rimette in regola per passare l'esame di ammissione alla facoltà. Dato l'esame, prova a fare pace con sua madre, che al contempo le rivela una notizia terribile: soffre di Alzheimer precoce e presto la malattia diventerà avanzata. Meredith rimane basita di fronte a questa sconcertante verità, e non sa come comportarsi. Ellis le fa promettere di non dire niente a nessuno, e dopo pochi mesi Meredith si vede costretta a mandarla in una casa di cura, dato che la malattia le impedisce di vivere da sola. Viene ammessa alla facoltà di medicina a Dartmouth, e col tempo perde le tracce di Sadie. Per quattro anni si è dovuta districare tra l'università, la madre malata, gli amici, e le spese economiche. Nonostante le critiche della madre, Meredith si dimostra una studentessa brillante, anche se incline a comportamenti discutibili. Presa la laurea, fa domanda in vari ospedali, ed entra nel programma chirurgico del Seattle Grace Hospital, lo stesso ospedale dove ha lavorato Ellis da specializzanda. Così, Meredith prende le sue cose e insieme alla madre si trasferisce a Seattle, andando ad abitare nella sua vecchia casa.

## Il primo incontro con Derek
Nel primo episodio della prima stagione, Meredith si sveglia dopo una notte passata con un uomo, ed è pronta per il suo primo giorno di lavoro al “Seattle Grace Hospital”
come specializzanda. Prima di prepararsi per uscire, Meredith “caccia” l’uomo conosciuto in un bar il giorno prima con un addio.
L’uomo si chiama Derek Sheperd.
Meredith arriva in ospedale e inizia il suo primo turno lavorativo nell’ospedale. Per avere un consulto neurologico per una paziente, Meredith deve chiamare il neurochirurgo dell’ospedale che guarda caso è proprio Derek, l’uomo con cui lei ha passato la notte.

## Carattere
La vita familiare di Meredith è complicata. È emotivamente lontana da suo padre e la malattia della madre complica la loro relazione conflittuale. Considera gli altri tirocinanti la sua famiglia ed è spesso la pacificatrice quando sorgono problemi tra loro. Considera Cristina Yang sua ‘sorella’ e miglior amica o come la sua persona, ed è vicina anche agli altri tirocinanti del gruppo.
Nell'episodio 17x14 dichiara che, se non avesse fatto il medico (professione da lei immaginata fin da bambina), le sarebbe piaciuto vivere in Sardegna, per i ritmi di vita umani che, nel corso di una vacanza, aveva avuto modo di conoscere in un paesino di centenari che l'avevano ospitata.
Professionalmente, Meredith mostra un grande potenziale come chirurgo. Già all'inizio dell'internato spiccava facendo numerose diagnosi difficili e assistendo procedure avanzate. È brillante e promette di essere all'altezza dell'eredità di sua madre, ma ha dovuto lottare con accuse di favoritismo a causa della sua relazione con Derek e della fama di sua madre come chirurgo. Non ha scampato la sua parte di problemi; come ad esempio la volta in cui durante un intervento non si è accorta di aver lacerato il guanto con un'unghia e perforato il cuore di una paziente, a complicare le cose la confessione al suo professore in presenza del marito della paziente in una situazione di emergenza. In seguito si è scoperto che le complicazioni non erano state causate da Meredith. Spesso è stata rimproverata per aver condiviso opinioni personali non richieste con i pazienti.
Nutre una passione per i ferry-boat come Derek, e i suoi amici spesso commentano i drammi che sembrano circondarla usando frasi come «cupa e triste» per descriverla. Meredith è cosciente dei suoi problemi e concorda con le osservazioni altrui su di lei come «terrificante e avariata» e, durante il matrimonio di Derek, si è spesso riferita a sé stessa come «sporca amante» o «puttana adultera».
Nell'episodio 8x13, ambientato in una realtà parallela, il suo nome non è più Meredith Grey ma Meredith Webber e chiama Richard papà, visto che si è sposato con sua madre Ellis, la quale non è malata di Alzheimer, ed è anzi divenuta il primario di chirurgia dell'ospedale; la sua migliore amica è April Kepner e, come quest'ultima anche Meredith appare più allegra, per di più odia Cristina ed è fidanzata con Alex Karev (il quale però la tradisce con April). Alla fine di questo episodio verrà mostrato come il destino porterà Meredith da Cristina e Alex a fare il bullo come al solito.

## Storia del personaggio

### Prima stagione
Dopo aver terminato l'università, Meredith si assicura un posto nel programma d'internato al Seattle Grace e trasloca da Boston per vivere nella casa appartenuta alla madre. Ellis è stata trasferita in una casa di cura, e Meredith diviene presto completamente responsabile di tutti gli affari di Ellis. La sera prima di iniziare a lavorare, si ubriaca nel bar davanti all'ospedale, dove incontra un uomo molto affascinante. I due passano la notte a casa di Meredith. Il mattino seguente Meredith lo scaccia di casa e si dirige al lavoro, pronta ad affrontare il suo primo giorno da medico. In ospedale conosce i suoi mentori e gli altri specializzandi del primo anno. Il gruppo è composto da: George, ragazzo impacciato e dal cuore d'oro, Izzie, ex modella molto emotiva con i suoi pazienti, Alex, ragazzo proveniente dal ghetto e con un'infanzia difficile, e infine Cristina, apparentemente fredda e affamata di chirurgia, con uno spiccato senso dell'umorismo. Per Meredith l'ospedale è come una casa, e gli altri specializzandi diventano la sua famiglia, con i quali si ritrova a condividere i problemi della vita. Il gruppo è capitanato dalla specializzanda Miranda Bailey, soprannominata da tutti "la Nazista", per il suo atteggiamento da dura. Meredith non solo scopre che l'ospedale è adesso gestito da Richard Webber, di cui ha un vago ricordo, ma che l'uomo che ha conosciuto la sera prima è il neurochirurgo Derek Shepherd che gestisce il reparto di neurochirurgia. Meredith si vede quindi costretta a cercare di districarsi tra il lavoro e i sentimenti che prova per Derek. Izzie e George si trasferiscono a casa sua, e stringe una forte amicizia con Cristina. Dopo vari tentennamenti e rifiuti, accetta le avances di Derek, e i due iniziano a frequentarsi. Ciò crea dei problemi sul lavoro, perché gli altri pensano che Meredith ci vada a letto solo per ricevere favoritismi. Dopo due mesi, Meredith scopre che in realtà Derek è sposato con l'ostetrica e ginecologa Addison Montgomery, che si presenta in ospedale dopo che Derek ha volontariamente ignorato le sue chiamate.

### Seconda stagione
All'inizio Meredith è furibonda, ma poi decide di ascoltare la spiegazione di Derek, che le dice come sono andate le cose: ha sorpreso la moglie insieme al suo migliore amico, Mark Sloan, e ha lasciato New York per trovare un nuovo lavoro a Seattle, dove ha incontrato Meredith. Si è innamorato di lei, dimenticando quello che aveva lasciato a Manhattan. Meredith però non reputa il tutto sufficiente per perdonarlo. Pochi giorni dopo Ellis viene ricoverata in ospedale a causa di un malore, svelando quindi il segreto che Meredith teneva nascosto da più di quattro anni. Richard, venuto a conoscenza della malattia di Ellis, inizia a farle visita di nascosto nella casa di cura. Meredith non riesce a contenere i propri sentimenti per Derek e si fa avanti, ammettendo di amarlo profondamente e che vuole che lui scelga lei, invece di provare a riparare il suo matrimonio.
Il senso del dovere di Derek ha la meglio e sceglie di restare con Addison. Meredith ne è devastata e torna alla sua vecchia vita fatta di tequila e avventure di una notte, anche se lei e Derek continuano a provare forti sentimenti l'uno per l'altra. Nel frattempo, scopre che Richard visita la madre di nascosto, e inizia a intuire che forse in passato c'era stata una storia romantica tra di loro. Decide di dare il suo cane Doc in adozione, ma non trova nessuno disposto a prenderlo; lo cede quindi a Derek e Addison, che vivono nella roulotte sull'immenso terreno che ha comprato il chirurgo. Un giorno, in ospedale si presenta un paziente con un foro nel torace, causato da un bazooka. Un paramedico ha la mano conficcata nel petto dell'uomo in un disperato tentativo di bloccare l'emorragia. Si scopre che l'ordigno innescato e inesploso si trova ancora dentro al corpo del paziente e viene attivato il codice nero in tutto l'ospedale. Il paramedico, Hannah, ha una crisi di nervi e dopo alcune ore decide di togliere la mano e scappare via. Meredith, che in quel momento si trovava a fianco a lei, mette la mano al posto suo. Nelle ore successive Meredith riesce ad estrarre l'ordigno e a passarlo al capo degli artificieri, che lo trasporta ai colleghi che lo aspettano alla fine del corridoio. Mentre l'uomo si dirige verso di loro, la bomba esplode, uccidendo sia lui che gli altri artificieri. Fortunatamente non ci sono altre vittime; la Bailey nel frattempo ha dato alla luce suo figlio, grazie all'aiuto di George, e Derek ha operato con successo suo marito, Tucker, rimasto coinvolto in un incidente mentre veniva in ospedale per assistere al parto della moglie.
Qualche giorno dopo, uno sconosciuto si presenta in ospedale, dove flirta con Meredith, che però non fa in tempo a presentarsi che Derek lo stende con un cazzotto. Si scopre che lo sconosciuto è Mark, con cui Addison ha tradito Derek un anno prima. Mark prova a convincere Addison che il suo matrimonio è ormai alla deriva, e di lasciare Seattle insieme a lui, ma la donna rifiuta. Meredith si fa coraggio, e dopo 24 anni, vede per la prima volta suo padre, presentandosi davanti alla porta di casa. Tatcher le chiede perdono per essersene andato, e le domanda se può fare qualcosa per lei, ma Meredith risponde con le lacrime agli occhi che non vuole assolutamente niente da lui. Meredith, ancora segretamente innamorata di Derek, cede alle lusinghe di George, che è innamorato di lei sin dal primo giorno. Mentre hanno un rapporto sessuale però, scoppia a piangere, consapevole di star commettendo un errore. George ci rimane malissimo, e se ne va di casa. Meredith si scusa sinceramente con lui, e gli dice che se mai si volterà indietro, lei sarà ancora lì ad aspettarlo. Successivamente, Meredith e Derek provano a comportarsi da amici, e lei gli rivela quello che è successo con George. La figlia di Tatcher, Molly, viene ricoverata per delle complicazioni riguardo alla sua gravidanza. Meredith scopre che il padre si è risposato e ha avuto due figlie: Molly, la minore, e Lexie, che sta studiando medicina ad Harvard. Si scopre poi che Doc è malato, e Meredith incontra il veterinario, il quale si innamora di lei. I due iniziano a frequentarsi ma andando per gradi. Venuto a conoscenza della loro relazione, Derek si arrabbia molto e la insulta, dandole della poco di buono.
Dopo questa discussione, i due smettono di parlarsi. Doc ha un cancro alle ossa, e Meredith è costretta a sopprimerlo. Izzie si è innamorata di un paziente, Denny Duquette, e vuole volontariamente manomettere il suo cuore artificiale per permettergli di ricevere un cuore nuovo. Tutti i cinque specializzandi vengono coinvolti, e nonostante molte remore, decidono di aiutare Izzie nel suo piano. Izzie stacca l'LVAD, convinta che il cardiochirurgo, Burke, stia arrivando. Sfortunatamente, Burke viene aggredito fuori dall'ospedale da un pazzo omicida, che gli spara. Gli specializzandi vengono scoperti, e nel frattempo Derek opera Burke, che potrebbe avere seri problemi alla mano. Denny riceve il trapianto di cuore. Il giorno seguente il capo organizza degli interrogatori con gli specializzandi, che però non hanno alcuna intenzione di rivelare chi ha manomesso il cuore artificiale, perché Izzie non possa essere licenziata. Richard si vede costretto a permettere alla nipote, che ha appena finito il liceo, di organizzare il ballo scolastico nella struttura dell'ospedale, date le sue gravi condizioni dovute a un cancro delle ovaie. La sera del ballo, Meredith è accompagnata da Finn, il veterinario, che ha grandi progetti per il loro futuro. Mentre stanno ballando, Meredith continua a ricevere sguardi intensi da Derek, e sentendosi mancare il fiato, se ne va con una scusa. Lui la insegue per i corridoi, ma lei lo prega di lasciarla in pace. Entrambi finiscono in una stanza vuota, dove finalmente si dicono la verità in faccia: Meredith vorrebbe essere felice con Finn, ma Derek non riesce a smettere di pensare a lei, nonostante abbia provato a lungo di dimenticarla. Mentre si stanno rivestendo, Callie, la fidanzata di George, chiama Meredith, dicendo che Izzie ha urgentemente bisogno del suo aiuto. Tutto il gruppo di specializzandi e Callie si dirigono nella stanza di Denny, per assistere a una scena straziante: Denny è morto, e Izzie è stesa accanto a lui nel suo abito da sera. Alex porta via la ragazza piangente, e tutti quanti si dirigono dal capo e dagli altri strutturati. Izzie rivela pubblicamente di aver staccato il cuore artificiale, e si licenzia. Rimangono soltanto Meredith, Derek e Finn. Entrambi si offrono per accompagnarla a casa, e lei rimane ferma a guardarli, incapace di prendere una decisione.

### Terza stagione
Il mattino seguente, Addison trova le mutandine di Meredith nella giacca di Derek, e le appende sulla bacheca dell'ospedale con sopra scritto "lost and found" ("perse e trovate"). Meredith è l'unica che riesce a convincere Izzie ad alzarsi dal pavimento del bagno, dove è rimasta per tutta la notte. Alla fine della giornata, Derek si presenta a casa sua, le rivela il suo amore e le dice che deve scegliere tra lui e Finn. Meredith viene quindi corteggiata da entrambi, ma la situazione le crea un grande stress, che sfocia in un'appendicite. Contemporaneamente, Derek e Addison firmano le carte del divorzio, e Mark viene a lavorare all'ospedale. Meredith viene operata, e dopo una profonda discussione con Addison, sceglie Derek. Tiene nascosta a Derek la rottura per una settimana e commette l'errore di dirglielo proprio dopo che Addison gli ha confessato che tra lei e Mark non è stata la storia di una notte, come gli aveva fatto credere, ma che avevano avuto una storia per diversi mesi dopo la partenza di Derek.
Anche la presentazione di Meredith alla famiglia di Derek è problematica; quando sua sorella Nancy viene a Seattle per una visita, la chiama “sudicia specializzanda”. Derek difende Meredith, portando Nancy a riconoscere i suoi sentimenti per lei, ma la sorella lo incoraggia a prendersi del tempo per capire ciò che vuole veramente.
Seguendo il consiglio di Nancy, Derek chiede a Meredith del tempo e parte per un breve campeggio, che però aumenta solo il suo desiderio per lei. La trova nel posto dove si sono incontrati la prima volta, il bar di Joe, e decidono di ricominciare la loro storia dall'inizio. I due si mettono finalmente insieme, e Derek ritorna a vivere a casa di Meredith. Nel frattempo, Meredith cerca di capire che cosa stia succedendo a Cristina, che negli ultimi tempi è ansiosa e ha partecipato a molti interventi importanti e complicati, assistendo perennemente Burke. Viene fuori che negli ultimi mesi Burke ha avuto un tremore alla mano, e Cristina lo ha coperto assistendo a tutti i suoi interventi. Le ripercussioni sono gravi, ma entrambi non perdono il lavoro. Izzie ritorna a far parte del gruppo degli specializzandi, sotto stretta osservazione. Il padre di George ha un tumore, e muore. Meredith cerca di stare vicino all'amico il più possibile. Molly viene ricoverata di nuovo per partorire, ma la bambina ha delle complicazioni e viene operata. Tatcher rimane del tempo in ospedale, e grazie all'aiuto di Susan, Meredith si riavvicina al padre e decide di dargli una seconda occasione. Un giorno, la madre di Meredith si sveglia completamente lucida, e la casa di cura contatta la donna, che un po' impacciata e spaventata, rivede sua madre dopo cinque anni. Ellis è ferma all'ultimo ricordo che ha prima che la malattia la colpisse, ovvero la litigata con Meredith riguardo al suo futuro. Meredith le spiega che si è ammalata di Alzheimer precoce e che sono passati cinque anni da quella conversazione. Ellis è sotto shock e ha un attacco cardiaco. Arrivate in ospedale, Meredith continua ad evitarla, perché non sa come gestire la situazione. Quando finalmente le due si ritrovano da sole, Meredith prova a parlarle sinceramente: le dice di essere felicemente fidanzata, ma che non ha ancora scelto una specializzazione. Ellis va su tutte le furie, e le urla contro che in tutti quegli anni non ha fatto altro che interessarsi della sua vita sentimentale, invece che impegnarsi per diventare un medico brillante; la definisce una "persona ordinaria". Si scopre poi che Ellis soffre di aritmia, e che deve essere operata, ma lei rifiuta il trattamento. Ciò porta a un'altra discussione tra le due, che si conclude con Meredith che le dice che lei è il problema della sua vita, e che non ha nessun altro al mondo eccetto lei, visto che ha alienato tutti quanti. Dopo qualche ora di riflessione, Meredith ritorna nella stanza di Ellis e le dice che spera che tra qualche anno verrà scoperta una cura per l'Alzheimer, in modo tale che loro due possano avere una seconda occasione per costruire un buon rapporto. Ellis però non la riconosce più, perché il momento di lucidità è passato. Questo forma una crepa profonda in Meredith, consapevole che le ultime parole che la madre le ha sentito dire sono state orribili e dettate dalla rabbia. Il giorno seguente, prova ad annegarsi nella vasca da bagno, ma Derek la tira fuori. Più tardi, un ferryboat si scontra con una nave nella baia di Seattle, e un gruppo di medici viene mandato sul posto, che si rivela un bagno di sangue, pieno di feriti e cadaveri. Meredith trova una bambina smarrita e la porta in giro con lei, finché non raggiungono un uomo ferito alla gamba sul molo. Meredith lo medica, ma l'uomo, accecato dal dolore, la spinge oltre il bordo, e la donna cade in acqua. Prova a restare a galla, ma qualcosa si è spento in lei, e smette di lottare, lasciando che l'oceano la inglobi silenziosamente. La bambina incontra Derek, e lo porta sulla scena indicando il mare. Derek si lancia in acqua e tira fuori Meredith. All'ospedale, la specializzanda è ipotermica e asistolica. Mentre è incosciente, ha un'esperienza di vita oltre la morte, dove incontra alcuni dei suoi pazienti più importanti, tra cui Denny, e altre persone, come Dylan, il capo degli artificieri morto nell'esplosione. Capisce di dover tornare indietro, e incontra sua madre, che è andata in arresto cardiaco. Le due si abbracciano ed Ellis le sussurra:
«Tu sei tutto tranne che ordinaria, Meredith.»
Meredith torna alla vita, ed Ellis muore. Quando apre gli occhi, Cristina è al suo capezzale piangente, e con un sorriso le dice di star per sposare Burke, e che per tutto il giorno non ha voluto fare altro che darle la notizia.
Una volta dimessa, Meredith ritorna al lavoro, ma le cose con Derek si complicano, perché ha capito che in parte lei non ha voluto nuotare per cercare di sopravvivere. Vorrebbe che si aprisse con lui, e gli confidasse che cosa non va, ma Meredith non riesce ad esprimersi, e anzi, lo respinge. Susan, la moglie di Tatcher, viene ricoverata per un singhiozzo persistente, ma per una complicazione muore sul tavolo operatorio, lasciando Tatcher distrutto. Accecato dal dolore, colpisce la figlia, ritenendola responsabile della morte della moglie. Meredith vorrebbe presentarsi al funerale, visto che recentemente lei e Susan si erano avvicinate, ma Tatcher la informa che non è la benvenuta. Arriva il giorno delle nozze di Burke e Cristina, e Meredith, che sta avendo sempre più problemi con Derek, vuole vedere l'amica sposarsi per risanare la sua fiducia in un possibile lieto fine. Cristina però ha una crisi di panico, Burke intuisce che lei in realtà non vuole sposarsi, e dato che la ama troppo capisce di non poterla costringere e la lascia all'altare. Meredith quindi rompe con Derek e segue Cristina nel suo appartamento, dove scoprono che Burke ha preso le sue cose ed è andato via. Cristina si sente finalmente libera di essere di nuovo sé stessa, e scoppia a piangere cercando di strapparsi il vestito da sposa di dosso. Meredith la aiuta e l'abbraccia forte, promettendole che tutto sarebbe andato nel verso giusto. Le due amiche partono usando i biglietti che Burke aveva comprato per la luna di miele, e vanno alle Hawaii per tre settimane.

### Quarta stagione
Una volta tornate, entrambe devono fare i conti con la realtà. Meredith cerca di evitare Derek, ma non riescono a restare lontano l'uno dall'altra. La loro relazione consiste soltanto nella sessualità, anche se Derek vorrebbe un rapporto stabile. Meredith incontra la sua sorellastra, Lexie, che ha appena iniziato la specializzazione al Seattle Grace. Nonostante la ragazza voglia conoscerla, Meredith la informa che il sentimento non è reciproco, e la prega di smetterla di provare ad esserle amica. La notte di Halloween, Meredith continua a fare incubi riguardo a lei e Derek, e si convince che sono dovuti alle ceneri di sua madre che tiene in un vaso dentro l'armadio. Non sapendo dove metterle, le porta al lavoro, e insieme a Richard rende omaggio alla madre defunta rovesciando le ceneri in un lavandino di una sala operatoria, l'unico posto in cui Ellis era veramente felice.
Nel frattempo inizia un trial sperimentale su dei tumori al cervello insieme a Derek, ma senza avere nessun successo. Tatcher arriva all'ospedale ubriaco e Meredith si prende cura di lui, che si dimostra gentile e si scusa per come l'ha trattata dopo la morte della moglie. Meredith va da Lexie, la informa di quello che è successo con Tatcher, e le consiglia di tenerlo d'occhio. Lexie la manda al diavolo e le spiega che il padre è un alcolista sin dalla morte di Susan, e che da ubriaco è gentile e comprensivo con tutti, ma che a volte può diventare cattivo e inveire per ore. Ciò fa capire a Meredith di essere stata troppo dura con la sorella, e lentamente la lascia entrare nella sua vita.
Derek conosce un'infermiera, Rose, e iniziano a frequentarsi. Meredith è ovviamente gelosa, e va in terapia da una psicologa per capire perché non riesca ad accettare di essere felice insieme a Derek. La psicologa l'aiuta molto e Meredith capisce che alcuni dei suoi problemi riguardano la sua infanzia turbolenta e in particolare il rapporto complesso che aveva con la madre. Per la prima volta in tutta la sua vita, Meredith parla del tentato suicidio di Ellis, e di come l'abbia vissuto da bambina. La psicologa le fa capire che la madre in realtà non aveva tentato il suicidio, ma voleva soltanto attirare l'attenzione di Richard; le dice inoltre che a dispetto di Ellis, lei può imparare dai suoi errori, vivere felice e diventare un grande chirurgo, perché ha le stesse esatte caratteristiche che aveva lei, ma Meredith è capace di essere felice anche fuori dalla sala operatoria. Finalmente Derek e Meredith concludono il trial con successo, e come sorpresa Meredith va sul terreno di Derek, dove costruisce una casa di candele. La sera, Derek si presenta davanti alla roulotte, dove c'è Meredith che lo aspetta. Derek lascia Rose, e iniziano ufficialmente una storia insieme.

### Quinta stagione
Derek si trasferisce a casa di Meredith e per la prima volta dopo tanto tempo, la coppia è di nuovo felice e senza problemi. Meredith ritrova Jane Anatomica, la bambola con cui giocava da bambina e che aveva dimenticato la notte che aveva lasciato la casa. In un intervento domino, Meredith fa cadere un rene sul pavimento della sala operatoria, e si sente una fallita, finché Derek non le regala un rene malato in un barattolo, come lei desiderava.
Sadie, l'amica di Meredith che soprannomina "TESCHIO" si presenta in ospedale come specializzanda al primo anno, e Meredith la ospita a casa sua. La ragazza sembra non essere cambiata dal loro ultimo incontro, così come il suo atteggiamento a volte eccessivo, che porterà gli altri specializzandi, tra cui Lexie, ad operarla di nascosto all'appendice. L'intervento si complica, e Sadie rischia di morire, e gli specializzandi vengono scoperti. La colpa ricade su Meredith e Cristina. Viene svelato che Sadie aveva falsificato i suoi risultati per essere ammessa nel programma, e viene licenziata.
La madre di Derek arriva in città e vuole conoscere Meredith, che è terrorizzata dalle "questioni familiari". La madre di Derek, alla fine della sua visita, consegna il suo anello di fidanzamento a Derek dicendo che Meredith è la donna giusta per lui.
Meredith rimane molto coinvolta nella storia di un detenuto con un tumore al cervello, che verrà operato da Derek soltanto per lasciare che l'uomo venga giustiziato pochi giorni dopo. Meredith lascia che il paziente tenti il suicidio, ma viene fermata da Derek. Quando arriva il giorno dell'esecuzione, Meredith si presenta, come voluto dal detenuto. Fuori dalla prigione la aspetta Derek che la vede uscire in lacrime. Meredith gli spiega che nemmeno lei sa perché stia piangendo, ma vedere un'altra persona venire uccisa deliberatamente davanti ai suoi occhi l'ha commossa. Poco tempo dopo, Derek opera una donna incinta, ma l'intervento si dimostra complicato. Il neurochirurgo si è emotivamente legato alla donna, e diventa isterico in sala operatoria, continuando ad operare nonostante ormai non ci sia nulla da fare. Venuto a sapere dei fatti, il marito della paziente lo denuncia. Dopo questi avvenimenti Derek si deprime per un periodo, rinchiudendosi nella roulotte senza più andare a lavorare. Meredith prova a gestire la situazione come meglio può, ma Derek è completamente distrutto, e continua a cacciarla via in malo modo. Lei lo sprona a tornare in sala operatoria, ma lui prende l'anello di fidanzamento che conservava da mesi e lo scaraventa nel bosco. Si scopre che Izzie ha un melanoma al quarto stadio, che si estende anche al cervello. Meredith porta i risultati della TAC a Derek, e lo prega di tornare al lavoro per poter salvare Izzie. Nonostante abbia paura di fallire, grazie al supporto di Meredith, Derek opera Izzie con successo. Finalmente fa la proposta di matrimonio, scegliendo come luogo l'ascensore, posto speciale per loro sin dall'inizio della loro storia. Per accontentare Izzie, decidono di sposarsi in chiesa e avere un gran ricevimento. Il giorno delle nozze però, a sposarsi sono Izzie e Alex, dato che tutti pensano che lei non sopravviverà.
Un uomo si presenta in ospedale in gravi condizioni dopo essere stato investito da un autobus per salvare una ragazza. Il paziente è completamente sfregiato in volto, e ridotto in fin di vita. Meredith e Derek avrebbero dovuto sposarsi in municipio quel giorno, ma entrambi sono troppo impegnati. Trovano un momento tranquillo nello spogliatoio degli specializzandi, dove Derek scrive i loro voti su un post-it. Entrambi firmano, e si autoproclamano marito e moglie. Meredith si prende cura dell'uomo sfregiato, che le prende la mano, tracciando i numeri 007. Meredith quindi riconosce l'amico e collega George O'Malley (007 era il soprannome che gli avevano affibbiato il primo giorno di specializzazione). Sotto shock, corre a dare la notizia agli altri medici, proprio mentre George va in arresto. Il ragazzo viene portato velocemente in sala operatoria, ma ormai è troppo tardi, e Derek conferma la morte cerebrale.

### Sesta stagione
L'inizio della sesta stagione vede Meredith e gli altri medici del Seattle Grace fronteggiare molti cambiamenti. La morte di George ha scosso profondamente Meredith, ma lei cerca di non pensarci avendo rapporti sessuali con Derek. Il giorno del funerale di George, i quattro specializzandi si allontanano dalla folla dove si scambiano una serie di battute tragicomiche, che in realtà racchiudono tanto dolore e sgomento per gli eventi recenti: George è morto, Izzie ha un cancro e si è sposata con Alex, e Derek e Meredith si sono autoproclamati marito e moglie. Nel frattempo Richard riceve sempre più pressioni da parte del Consiglio perché l'ospedale è in banca rotta, e decide di fonderlo con il Mercy West. Ciò porta a una serie di licenziamenti e tagli al personale. Dopo quasi due mesi dalla morte di George, vedendo un inserviente che svuota il suo armadietto, Meredith cede al dolore e scoppia in lacrime tra le braccia di Derek.
Poco tempo dopo Tatcher si presenta in ospedale in condizioni critiche: il suo alcolismo gli ha danneggiato irreparabilmente il fegato, e necessita di un trapianto. Lexie non è compatibile, mentre Meredith potrebbe donargli un pezzo del suo. Lei però non è disposta a compiere questo sacrificio, dato che non ritiene Tatcher suo padre. Alla fine per amore di Lexie decide di sottoporsi all'intervento. Mentre è a casa in convalescenza, Derek è alle prese con un intervento alla spina dorsale altamente complicato. I due ne parlano, e mentre spiega la posizione del tumore a Meredith, Derek inizia a disegnare il tumore sul muro della loro camera da letto. Grazie ai consigli della moglie, alla fine Derek riesce a eseguire l'operazione con successo.
Izzie commette un errore e uccide un paziente; Richard si vede costretto a licenziarla e nonostante le suppliche di Meredith, la specializzanda lascia Seattle e poco dopo divorzia da Alex. Nel frattempo Meredith si ritrova a dover gestire Richard, il quale è ripiombato nell'alcolismo e ormai non riesce più a gestire adeguatamente l'ospedale. La donna è combattuta, ma poi decide di rivelare la verità a Derek. Richard viene messo da parte e Derek diventa il nuovo Primario di Chirurgia. Il matrimonio procede a gonfie vele, e Meredith inizia anche ad apprezzare l'idea di avere dei figli, che è quello che Derek ha sempre voluto. Derek inizia a progettare la loro futura casa sul terreno che ha comprato in mezzo ai boschi, proprio dove Meredith aveva fatto la casa di candele.
Una mattina Meredith fa un test di gravidanza, che risulta positivo. Entusiasta, corre a dare la notizia a Cristina, che colma di gioia abbraccia l'amica. Al tempo stesso, Gary Clark, il marito di una paziente a cui era stata staccata la spina, arriva in ospedale in cerca di vendetta. I suoi obiettivi sono i medici che erano coinvolti nel caso della moglie, ovvero Richard, Lexie e Derek. L'uomo fa una strage sparando a diversi medici e infermiere. L'ospedale viene messo in quarantena e la SWAT entra in azione per fermare il pazzo omicida. Le due amiche vanno alla ricerca di Derek una volta capito che l'uomo sta cercando di uccidere proprio lui. Alla fine Clark incontra il primario, e gli spara in pieno petto davanti a delle terrorizzate Meredith e Cristina. Viene fatto scappare dalla SWAT, ma le due donne sono ancora sole e senza aiuto, e quindi si vedono costrette a portare Derek in una sala operatoria per salvargli la vita. Cristina chiede a Meredith di restare con April nella stanza preparatoria mentre lei esegue l'intervento assistita da Jackson. Mentre Cristina sta eseguendo l'operazione Gary Clark ritorna, spara a Owen e le intima di fermarsi e lasciare che Derek muoia sul tavolo operatorio. Meredith irrompe nella sala e gli dice di sparare a lei per pareggiare i conti, dato che le tre persone che hanno staccato la spina a sua moglie sono quelle che le vogliono più bene al mondo, cosicché anche loro possano provare lo stesso dolore che ha provato lui. Grazie a uno stratagemma di Jackson, Clark crede che Derek sia morto e se ne va. Mentre Meredith si occupa della ferita di Owen nella stanza a fianco, ha un aborto spontaneo dovuto allo stress della giornata. Alla fine Cristina riesce a salvare Derek e Gary Clark si suicida sparandosi un colpo in testa.
La scena finale vede Meredith gettare il test di gravidanza con uno sguardo colmo di tristezza.

### Settima stagione
La sparatoria ha segnato profondamente i medici del Seattle Grace Mercy West Hospital.
Una volta guarito, Derek decide di dimettersi dal ruolo di primario, e Richard ritorna ad essere il Capo. Meredith è contraria al matrimonio di Cristina e Owen perché pensa che l'amica abbia accettato soltanto per risanarsi dal recente trauma. Il giorno delle nozze dice a Cristina che Owen è perfetto per lei, facendo intuire che in fin dei conti approva la sua scelta.
Meredith impiega molto tempo per dire a Derek dell'aborto. Quando lo mette al corrente dell'accaduto, i due decidono di riprovare ad avere un bambino, ma senza successo. Meredith effettua una visita medica e le viene rivelato che ha un utero "ostile" ed è improbabile che riesca nuovamente a rimanere incinta. La coppia però non si scoraggia e nei mesi successivi continuano a provare, ma i loro sforzi sembrano inutili.
Lexie ha un crollo nervoso ed è stressata dalla recente rottura con Alex, la sua storia complicata con Mark, e ha paura che Meredith la stia escludendo. Meredith le dice dell'aborto spontaneo e che quando è stata internata nel reparto di psichiatria è rimasta al suo fianco per 36 ore mentre dormiva, terminando la frase con "tu non sei pazza, Lexie. Sei una Grey!"
Cristina ha una crisi di panico in sala operatoria e decide di licenziarsi. Meredith vorrebbe aiutarla, ma Cristina le fa capire che non c'è niente che lei possa fare. Meredith entra in guerra anche Owen, ritenendo che non stia gestendo la situazione con Cristina nel modo corretto. Inaspettatamente Derek è l'unico che riesce a restare accanto a Cristina e a darle il supporto di cui ha bisogno.
Sei mesi dopo la sparatoria, i medici si prendono cura delle vittime di una sparatoria avvenuta in una scuola. Durante la giornata devono affrontare molteplici casi difficili, ma alla fine riescono a salvare tutti i pazienti, compreso l'uomo responsabile. Cristina torna al lavoro, ormai completamente guarita dallo Stress Post Traumatico, e le due "Twisted Sisters" ("Sorelle Siamesi") riallacciano il loro rapporto.
Tatcher si presenta in ospedale con dei dolori all'addome. Insieme a lui c'è una giovane ragazza, Dani, che si scopre essere la sua fidanzata che ha conosciuto mesi prima a una riunione degli Alcolisti Anonimi. Ciò fa infuriare Lexie, la quale non era stata avvisata fino a quel momento; la ragazza inoltre sembra avere all'incirca la sua stessa età. Lexie si arrabbia molto e dice al padre di stare avendo una crisi di mezza età, e rivela a Meredith di aver paura che Tatcher la stia abbandonando proprio come aveva fatto con lei da bambina. Meredith le dice che deve crescere e accettare che Tatcher si sta ricostruendo una vita dopo la morte di Susan. Tatcher viene operato a un rene, e alla fine Lexie ammette che la presenza di Dani possa soltanto fargli bene.
Meredith gestisce insieme a Derek un trial sperimentale sull'Alzheimer. Quando Alex porta un gruppo di bambini malati dall'Africa, decidono di adottare una bambina di nome Zola. Non essendo ancora sposati legalmente, i due vanno in municipio dove diventano a tutti gli effetti marito e moglie. Al contempo Adele, la moglie di Richard, si ammala gravemente di Alzheimer e viene inserita nella sperimentazione. I pazienti possono ricevere il farmaco sperimentale, oppure una dose di placebo. Quando Meredith scopre che ad Adele verrà somministrato del placebo, scambia la sua cartella per agevolarla, ma viene scoperta da Alex Karev, il quale la denuncerà ad Owen Hunt. L'FDA viene informata e il trial fallisce facendo infuriare Derek, che se ne va di casa lasciando Meredith da sola con Zola.

### Ottava stagione
Meredith viene licenziata da Richard, così decide di prendere Zola e andarsene. Più tardi però, Richard decide di aiutarla e davanti alla Commissione dice di essere stato lui a manomettere la sperimentazione e che Meredith lo ha semplicemente coperto. Meredith riottiene così il suo ruolo da specializzanda, mentre Richard ritorna un semplice chirurgo, lasciando il posto di Primario di Chirurgia a Owen Hunt. Meredith e Derek provano a risolvere i loro problemi, e per evitare futuri disaccordi lavorativi Meredith decide di abbandonare la sua specializzazione in neurochirurgia. I servizi sociali si rendono conto che la coppia sta affrontando una crisi e decidono di prendersi Zola a tempo indeterminato.
Meredith dopo varie indecisioni su che strada intraprendere come chirurgo, sceglie Chirurgia Generale, proprio come sua madre e Richard. Dopo il tradimento di Alex, tra i due non scorre buon sangue, ma dopo qualche tempo Meredith decide di perdonarlo, anche perché l'amico sta facendo il possibile per dimostrare ai servizi sociali che Meredith e Derek sono brave persone. Meredith entra in conflitto con la Bailey, la quale è molto scontenta e delusa dal suo comportamento dato che è stata lei a istruirla in passato. La madre di George O'Malley si presenta in ospedale per sottoporsi a un'operazione. La sua presenza scaturisce tanti ricordi tra i tre specializzandi originari, che si ritrovano a pensare ai vecchi tempi in cui erano matricole inesperte insieme a George e Izzie. Mentre eseguono l'operazione sulla signora O'Malley, la Bailey confessa a Meredith di essersi arrabbiata perché la ritiene quasi come una figlia e che quando lei commette un errore la fa sentire responsabile, come se fosse colpa sua. Finito il turno Meredith, Cristina e Alex sono al bar di Joe, e Karev dice: “Alla fine è tutto qui. George è morto, Izzie se n'è andata e noi siamo diversi. Siamo diversi.”
Meredith e Alex rimangono intrappolati in una strada di montagna durante una tempesta mentre trasportano un neonato in ambulanza. Assistono a un incidente stradale e cercano di salvare le vittime. Sfortunatamente muoiono tutti i membri della famiglia coinvolta, eccetto i figli. La nottata è stata stancante e colma di interventi, e Derek e Meredith sono in cucina che cercano di essere ottimisti riguardo al futuro: staranno bene anche senza figli. Qualcuno bussa alla porta, ed è proprio l'assistente sociale con in braccio la piccola Zola, che gli viene concessa a titolo definitivo. La famiglia Grey—Sheperd è finalmente al completo.
Le cose procedono bene per loro: sono felici, Zola cresce, e Meredith sta per finire la specializzazione in chirurgia generale. Lexie si sta specializzando in neurochirurgia e diventa la pupilla di Derek, che la prende sotto la sua ala protettiva. Quando Lexie e Meredith si ritrovano da sole in sala operatoria per un intervento al cervello di una ragazza, Meredith sprona la sorella e finire l'operazione da sola. Sfortunatamente Lexie commette un errore e la paziente perde l'uso della parola. Meredith la sprona a diventare più forte se vuole continuare ad apprendere da Derek.
Meredith, Cristina, Alex, Jackson e April affrontano gli esami e li passano tutti eccetto April. Meredith riceve un'offerta di lavoro a Boston e non sa se accettarla. La casa nel bosco costruita da Derek è ormai ultimata, ma i due decidono che forse è meglio venderla. Un gruppo di medici viene mandato in un altro ospedale per eseguire un intervento difficile su delle gemelle siamesi. La squadra è composta da Meredith, Derek, Mark, Cristina, Lexie e Alex. All'ultimo secondo Arizona decide di prendere il posto di Alex perché arrabbiata con lui per la sua scelta di andare a lavorare da un'altra parte. Mentre sono in viaggio su un aereo privato, ci sono dei problemi tecnici e l'aereo precipita in mezzo alle montagne. Quando Meredith riprende i sensi lo schianto è avvenuto da poche ore. Lexie è rimasta intrappolata sotto un pezzo dell'aereo, e muore mentre Mark le rivela il suo amore. Meredith, che era andata alla ricerca di Derek, torna troppo tardi e la trova già morta. La scena è straziante. Mark rimane fermo con lo sguardo perso mentre stringe la mano del cadavere di Lexie, Meredith singhiozza disperata e Cristina piange in silenzio. Meredith e Cristina ritrovano Derek e lo portano al loro accampamento provvisorio. Cala la notte e si fa il riassunto della situazione: Meredith e Cristina hanno solo ferite superficiali, Arizona ha una gamba rotta, Mark ha delle ferite interne gravi e Derek si è ferito la mano nel tentativo di liberarsi dai rottami. Il corpo di Lexie giace poco lontano. I sopravvissuti rimarranno nei boschi per quattro giorni prima di essere trovati dai soccorsi.

### Nona stagione
All'inizio della stagione, Meredith è strutturato di chirurgia generale. I nuovi specializzandi la chiamano "Medusa", a causa della sua freddezza. Cristina, dopo l'incidente aereo, ha abbandonato il Seattle Grace lasciando Meredith senza la sua migliore amica, anche se le due continuano a sentirsi tramite Skype. I traumi del disastro aereo non sono del tutto passati e Meredith, insieme ai superstiti, fa fatica ad andare avanti con normalità. Viene aperta un'inchiesta sull'incidente che non si risolverà con il risarcimento stabilito all'inizio per tutti i medici. All'inizio Meredith è favorevole, ma Derek insiste per proseguire con le indagini, per fare chiarezza sull'incidente che ha tolto la vita a Lexie e Mark. Un brutto incidente stradale che ha coinvolto una giovane donna le fa rivivere il dolore per la perdita della sorella, alla quale non ha mai avuto occasione di dire addio. Intanto, Cristina torna a Seattle. L'inchiesta per l'incidente prosegue e Meredith, insieme agli altri medici, decide di fare causa all'ospedale per negligenza, cosa che creerà molti problemi per la sopravvivenza dello stesso. Una sera, lascia a Derek una busta che si rivela una bella sorpresa: nella busta c'è una maglietta per Zola che recita "la miglior sorella maggiore", confessando al marito di essere incinta di tre settimane. Inizialmente Meredith decide per scaramanzia di mantenere il segreto almeno fino al raggiungimento dei tre mesi. Il giorno del matrimonio della Bailey con il Dott. Warren si rivela un giorno molto triste per Meredith: Adele, la moglie di Richard, muore anch'essa a causa dell'Alzheimer. I due condividono un momento molto toccante in cui si stringono l'uno all'altra con le lacrime agli occhi mentre guardano la Bailey ballare con Warren. La denuncia all'ospedale ha portato alla bancarotta: cominciano le negoziazioni che condurranno Meredith e i suoi colleghi a comprare l'ospedale grazie anche all'appoggio della Fondazione Harper Avery. Il nuovo ospedale si chiamerà Grey + Sloan Memorial Hospital, in onore di Lexie e Mark. Alla fine della stagione, Meredith partorisce il piccolo Derek Bailey Shepherd, ma non senza complicazioni: dopo essere caduta dalla scale senza aver recato alcun danno al bambino, comincia ad avere le prime contrazioni in piena situazione di emergenza. Una tempesta, infatti, ha lasciato l'ospedale senza elettricità e con diversi deficit. Per questo motivo deve subire un cesareo al buio. La recente caduta le ha danneggiato gravemente la milza e rischia di morire dissanguata sul tavolo operatorio. Miranda Bailey, che non operava da settimane a causa di un'infezione passata che ha causato la morte di tre suoi pazienti, si sblocca sapendo Meredith in pericolo e le salva la vita eseguendo una splenectomia di emergenza. Per questo motivo Meredith decide di dare al figlio il cognome di Miranda Bailey, in suo onore per averle salvato la vita.

### Decima stagione
I primi mesi con il nuovo arrivato sono insieme piacevoli e difficili. Tornata dalla maternità, Meredith si impegna in una ricerca ispirata dagli appunti della madre. Il suo sogno è stampare vene porta tridimensionali. La sua stampante, però, viene usata da Cristina che le ruba la gloria ricevendo anche una nomination per l'Harper Avery. Sebbene le due entrino inizialmente in conflitto, dal momento che Cristina mette in discussione l'impossibilità per Meredith di dedicarsi totalmente alla chirurgia ora che è mamma di due bambini, alla fine le due finiranno per fare pace e sostenersi nel momento del bisogno. Meredith sosterrà Cristina per la nomination, sebbene quest'ultima non vincerà per evidenti problemi di "conflitto di interessi" dal momento che la Fondazione che concede il prestigioso premio è co-proprietaria dell'ospedale dove la stessa lavora. Alla fine Cristina abbandonerà per sempre Seattle, divenendo la direttrice di una facoltosa clinica di chirurgia cardiotoracica a Zurigo. Intanto, cominciano i primi litigi con Derek che riceve un'importante commissione da parte del presidente degli Stati Uniti sulla mappatura del cervello. Lui vuole che la loro famiglia si trasferisca nella capitale, ma Meredith tentenna. Nel giorno dell'addio con Cristina, le due ballano insieme come i vecchi tempi e, andando via, Cristina saluta Meredith con queste parole: "Tu sei un chirurgo di talento, con una mente speciale, non lasciare che i suoi desideri eclissino i tuoi. Lui è un sognatore, ma non è lui il sole. Il sole sei tu".

### Undicesima stagione
Venuta a conoscenza dell'esistenza di un'altra sorella, figlia del dott. Richard e cardiochirurgo che prenderà il posto di Cristina, Meredith dovrà far fronte a diverse difficoltà, prima tra tutte i continui litigi con il marito: questi, dopo il rifiuto della moglie a lasciare Seattle, aveva rinunciato alla ricerca a Washington D.C., ma Meredith non voleva questo perché da una parte era un'opportunità troppo importante, dall'altra è consapevole che un sacrificio del genere condizionerà troppo il loro rapporto; di rimando, Derek è furioso che lei non lo appoggi nonostante lui abbia, di fatto, scelto lei sopra ogni altra cosa. Le loro litigate si fanno sempre più frequenti, ma alla fine si risolvono quando Derek viene invitato nuovamente a Washington e Meredith, stavolta, gli dice di andare, perché hanno giurato di amarsi anche quando le cose sarebbero state difficili, quindi i due continueranno ad amarsi e a far funzionare il loro matrimonio. Questa decisione ha anche l'effetto insperato di far capire a Meredith il proprio valore, poiché nei mesi senza il marito scopre di non aver bisogno di lui per vivere, anche se, ovviamente, non vuole per questo lasciarlo poiché lo ama e non vuole vivere senza di lui nonostante sarebbe in grado, e condividere la rispettiva felicità. Purtroppo tutto ha fine con la morte di Derek nell'episodio 21. Numerosi in questo episodio i flashback di momenti migliori passati con il marito deceduto, ma anche dell'incidente aereo, avvenuto nel finale dell'ottava stagione e costato la vita alla sorella Lexie e Mark Sloan, in seguito ad un avvenimento analogo nel ventesimo episodio. Nel ventiduesimo episodio deciderà di lasciare per un breve periodo di tempo la casa costruita con Derek a causa dei troppi ricordi passati di momenti felici; chiuderà ogni rapporto con i suoi più vecchi amici tra cui il dott. Karev e deciderà di prendersi una pausa dal lavoro in modo tale da poter avere tutto il tempo necessario per elaborare il lutto insieme ai due figli. La ritroviamo il giorno del Ringraziamento dell'anno successivo, incinta, quando entra in travaglio e sviene sul pavimento in una pozza di sangue, da questo momento si alternano scene parallele relative al presente e flashback di quando da piccola dovette chiamare il 911 per salvare la madre che aveva tentato il suicidio, e successivamente in ospedale in compagnia di Alex mentre un'infermiera le porge una neonata, sua figlia Ellis, e Meredith afferma di essere riuscita a sconfiggere la morte perché, d'ora in poi, ovunque andrà con lei ci sarà sempre qualcosa di Derek. Qualche mese dopo decide di tornare al lavoro riprendendo così la sua quotidianità.

### Dodicesima stagione
Dopo la nomina della dott.ssa Bailey a Capo di Chirurgia, Meredith deve gestire tutti i pazienti di questa, avendo molte difficoltà nel destreggiarsi tra operazioni e insegnamento. In seguito Bailey nomina Meredith a Capo di Chirurgia Generale. Un giorno Meredith fa una festa e invita tutti i membri dell'ospedale (tranne i tirocinanti e le infermiere) e quando arriva Callie Torres con la sua nuova fidanzata scopre che la nuova fidanzata è Penny, la ragazza che era di turno quando Derek è morto. Dopo pochi giorni incontra Nathan Riggs e subito quest'ultimo chiede a Meredith in ascensore se voleva uscire con lui ma lei lo secca con un " Sono un'amica di Owen Hunt " (perché i due hanno avuto una discussione in precedenza e quindi nell'ospedale lo odiano tutti).
Meredith verrà picchiata da un paziente malato, e saranno molti i mesi di riabilitazione dovuti a un numero irragionevole di contusioni e malesseri.
Non cede del tutto alle avance del dottor Riggs poiché ama ancora Derek. A fine stagione, dopo essersi arrabbiata con Amelia che le aveva "rubato" il lavoro di Derek e l'ex-marito di Cristina (Owen, con cui Amelia si sta per sposare) inizia una relazione solo sessuale con Nathan

### Tredicesima stagione
Al matrimonio di Owen e Amelia, Meredith scopre che Maggie ha un debole per Nathan e quindi lo lascia, non volendo ferire i sentimenti della sorellastra. Obbliga però Riggs a rifiutare le avances di Maggie e così questo fa, rompendo anche la loro amicizia sperando che Meredith torni con lui ma lei non fa così. La Grey difende Alex dall'accusa dello specializzando Andrew De Luca di tentato omicidio (Karev picchiò De Luca, convinto che fosse l'amante della sua fidanzata Jo), in seguito ritirata e difende Richard quando la Bailey lo rimpiazza come istruttore degli specializzandi con Eliza Minnick. Questo le costerà la sospensione per qualche puntata finché Webber stesso la sprona a tornare al lavoro. Tornata al lavoro torna anche con Nathan ma non lo dice a Maggie per la morte di Diane Pierce, madre adottiva di Maggie. Lo lascia nuovamente quando capisce che Maggie è molto triste e decide di non dirgli niente. Dopo una tempesta in aereo dove Meredith e Nathan stavano andando a un congresso. Riggs capisce che Meredith ama ancora Derek e la aiuta a dimenticarlo definitivamente. Meredith torna con Nathan e Maggie li scopre ma alla fine li perdona. La Grey sceglie di presentare a Nathan i suoi figli ma non riesce a causa di un'esplosione in ospedale. Da Amelia, Meredith scopre che Megan, (sorella di Owen creduta morta in Iraq ed ex fidanzata di Riggs) è viva e lo dice a quest’ultimo. Dopo numerosi tentennamenti e spinto da Meredith, Nathan sceglie di tornare con Megan e va a vivere insieme a lei e a suo figlio, chiudendo definitivamente la storia con la Grey.

### Quattordicesima stagione
In questa stagione Meredith esegue un intervento prestigioso e riuscirà finalmente a vincere l'Harper Avery. Meredith si mostra protettiva nei confronti di Jo quando Paul si presenta al Grey-Sloan, e vuole aiutare Alex e Jo quando Paul rimane gravemente ferito in un incidente, che lo porterà alla morte. In seguito, decide di partecipare al contest dell'ospedale con Jo e la nuova specializzanda Helm per vincere il primo premio e riuscire a creare dei mini-fegati. Inizialmente, pensa di aver bisogno del polimero per far crescere i mini-fegati, e la donna che ha il polimero si scopre essere amica di Ellis Grey, Marie Cerone. La Cerone però in realtà ha un secondo fine, lei e Ellis erano amiche inizialmente, poi però Ellis ha tagliato fuori Marie da un progetto che è valso a Ellis il suo secondo Harper Avery e che è chiamato "Il metodo Grey". Marie chiede a Meredith di cambiare il nome in "Il metodo Grey-Cerone" in cambio del polimero, ma Meredith si rifiuta e Marie dice che userà l'idea di Meredith e ci metterà il suo nome. Successivamente, Meredith scopre che non ha bisogno del polimero per far crescere i mini-fegati, e il suo progetto può quindi continuare. Jackson viene a scoprire dalla madre Catherine che suo nonno (Harper Avery) trent'anni prima aveva molestato tredici donne, Meredith è la prima dell'ospedale a cui Jackson, Catherine, Miranda e Richard rivelano l'accaduto e tra le tredici donne c'è anche Marie Cerone. Ellis non ha potuto pubblicare la procedura come "metodo Grey-Cerone" perché Marie aveva firmato un contratto di non divulgazione e che non poteva lavorare con gli ospedali finanziati dagli Avery.

### Quindicesima stagione
Durante il matrimonio di Jo e Alex, Meredith viene baciata da un ubriaco Andrew De Luca. Tuttavia, mentre Meredith inizia a uscire di nuovo con l'aiuto del suo paziente matchmaker, Cece, viene inseguita da Andrew, che ha realizzato i suoi sentimenti per lei. Meredith si interessa anche a Link, un nuovo chirurgo ortopedico, e si ritrova brevemente in un triangolo amoroso. Durante il suo dilemma romantico, suo padre Thatcher, ormai in fin di vita muore, anche se sono in grado di fare la pace prima della sua morte. Alla fine, Meredith sceglie Andrew, e i due iniziano una relazione. Meredith batte il record dell'ospedale per il singolo intervento chirurgico più lungo e quindi inizia la ricerca su un dispositivo diagnostico ingeribile. Mentre cura Gabby Rivera, una bambina affetta da cancro la cui famiglia è stata divisa al confine, Meredith commette frodi assicurative per aiutare il padre di Gabby a pagare l'intervento in quanto loro non hanno l'assicurazione. Quando l'ospedale inizia a indagare sul caso, Andrew prende le accuse in modo che Meredith non venga mandata in prigione e separata dai suoi figli. Meredith visita Andrew in prigione, dicendogli che lo ama e lo farà uscire.

### Sedicesima stagione
Meredith si consegna e viene condannata al servizio della comunità, mentre la sua licenza medica, sebbene non revocata, viene messa a repentaglio. Manca a un appuntamento in tribunale e trascura di svolgere alcune ore, venendo quindi messa temporaneamente permanenza in prigione. L'udienza è tenuta da una commissione di cui fa parte anche il dottore che, con la propria incompetenza, provocò la morte di suo marito, quindi quando l'uomo, che al contrario non si ricorda chi sia Meredith per lui, comincia a mettere in dubbio non solo la sua competenza come medico ma anche come madre, la dottoressa non riesce più a trattenersi e ne rivela pubblicamente l'identità. Mentre la dottoressa sfoga la sua rabbia, l'uomo sviene a causa di un'emorragia cerebrale da cui non riesce a salvarsi. L'udienza rischia quindi di saltare, ma grazie ad Alex, che porta a testimoniare molti dei suoi pazienti e legge lettere di raccomandazione da parte di tutti i medici che hanno collaborato con lei, e la Bailey che, pur essendo inizialmente stata contraria al comportamento della Grey, decide di testimoniare anche lei a suo favore, Meredith è in grado di mantenere la sua licenza ed è riassunta al Grey-Sloan. Al suo primo giorno, incontra Cormac Hayes, il nuovo capo di pediatria, che apprende in seguito che le è stato inviato da Cristina. Mentre Hayes e Meredith si avvicinano, avendo in comune la perdita di un coniuge, Andrew inizia a mostrare segni di mania, probabilmente causati da malattia bipolare, e rompe con Meredith quando questa esprime preoccupazione. Intanto il suo migliore amico Alex lascia l'ospedale per andare a vivere con Izzie, da cui l'uomo ha scoperto avere due figli grazie agli embrioni congelati a seguito del cancro di quest'ultima. Meredith cerca di curare Richard, il quale mostra evidenti segni di Alzheimer e dopo svariati tentativi di ricerca con il suo ormai ex compagno Andrew riescono a trovare la malattia di Richard: una protesi deteriorata di cobalto. L'operazione va a buon fine e Meredith accetta la proposta di Hayes di uscire insieme a fine turno, ma al termine di questo la donna incontra DeLuca che piange, avendo capito di avere qualcosa che non va, e così Meredith lo accompagna a casa.

### Diciassettesima stagione
È scoppiata la pandemia da Covid19. Meredith trascorre le sue giornate in terapia intensiva. A fine turno non si sente bene e ha un malore nel parcheggio dell'ospedale, viene soccorsa da Hayes e va in coma a causa dell'infezione. Richard quindi, dopo che Meredith è rimasta in coma una settimana, durante la quale ha sognato Derek, Mark, Lexie e George, convince Teddy a somministrarle una cura sperimentale che effettivamente la fa svegliare. Di nuovo cosciente, la dottoressa scopre che anche Koracik ha preso il COVID-19 e si apprestano a soccorrere una donna che era andata in arresto proprio mentre le infermiere erano impegnate altrove: la donna si salva, ma Meredith sviene nelle braccia di Helm e torna in coma perché lo sforzo compiuto per rianimare la donna le ha danneggiato i polmoni, già fortemente stressati.
Dopo qualche settimana, Meredith si risveglia, ma poi comincia ad alternare periodi di veglia ad alcuni di sonno profondo, durante i quali incontra anche Andrew, del quale, quindi, capisce la triste sorte, per poi risvegliarsi definitivamente. Già poco tempo dopo il risveglio, Meredith deve salutare anche ad un'altra persona: Jackson, ispirato dai recenti avvenimenti, ha deciso di prendere le redini della Fondazione Catherine Fox, della quale utilizzerà le risorse per aiutare sia in ambito professionale che sanitario le classi più disagiate e per cui dovrà trasferirsi a Boston assieme alla figlia ed April, con la quale sembra essere all'inizio di un riavvicinamento, dopo che questa si è separata dal marito; Meredith è l'unica del gruppo di specializzandi formatosi più di dieci anni prima a lavorare ancora al Grey-Sloan Memorial Hospital. Dopo essere tornata al lavoro, Meredith si rende conto che, per quanto sia ormai fuori pericolo, l'infezione da COVID-19 ha lasciato un danno potenzialmente definitivo ai suoi polmoni, che potrebbe compromettere la sua carriera chirurgica, pertanto, per aiutarla, Bailey le assegna l'incarico di Direttore del Programma di Specializzazione. Nei mesi successivi, inoltre, lei e Cormac iniziano a passare sempre più tempo insieme mentre la sorella Maggie si sposa con il fidanzato, Winston.